# Grã-Bretanha nos Jogos Olímpicos
Grã-Bretanha e Irlanda do Norte é o nome sob o qual o Reino Unido compete nos Jogos Olímpicos. A Grã-Bretanha foi uma das 14 delegações a competir na primeira edição dos jogos, os Jogos Olímpicos de Verão de 1896, e competiu em todas as edições das Olimpíadas. Atletas representando a Grã-Bretanha ganharam um total de 849 medalhas até o fim dos Jogos Olímpicos de Verão de 2016, e outras 31 nos Jogos Olímpicos de Inverno. O país é o único a ter conseguido pelo menos três medalhas de ouro em todos os Jogos de Verão.
Grã-Bretanha foi o nome escolhido para o time do Reino Unido pelo COI para os Jogos Olímpicos de Verão de 1908, juntamente ao código GBR. O time também é referido como Time GB.
Sob os termos de um entendimento antigo entre a Associação Olímpica Britânica e o Conselho Olímpico da Irlanda, atletas da Irlanda do norte podem representar a Irlanda nos Jogos Olímpicos, pois norte-irlandeses têm legalmente dupla cidadania.

## Sede dos Jogos
Londres, a capital do Reino Unido, foi sede dos Jogos em três ocasiões:
| Jogos        | Datas                       | Países         |
| ------------ | --------------------------- | -------------- |
| 1908 Londres | 27 de abril a 31 de outubro | 22             |
| 1948 Londres | 29 de julho a 14 de agosto  | 59             |
| 2012 Londres | 27 de julho a 12 de agosto  | 204 estimativa |

Em 2012, Londres se tornou a primeira e única cidade, até hoje, a sediar as Olimpíadas em três ocasiões não consecutivas.

## Resultados dos Jogos de Verão
| Jogos                    | Atletas | Ouro | Prata | Bronze | Total | Posição |
| 1896 Atenas              | 8       | 2    | 3     | 2      | 7     | 5       |
| 1900 Paris               | 103     | 15   | 6     | 9      | 30    | 3       |
| 1904 St. Louis           | 3       | 1    | 1     | 0      | 2     | 6       |
| 1908 Londres (país-sede) | 676     | 56   | 51    | 39     | 146   | 1       |
| 1912 Estocolmo           | 293     | 10   | 15    | 16     | 41    | 3       |
| 1920 Antuérpia           | 204     | 15   | 15    | 13     | 43    | 3       |
| 1924 Paris               | 307     | 9    | 13    | 12     | 34    | 4       |
| 1928 Amsterdã            | 234     | 3    | 10    | 7      | 20    | 11      |
| 1932 Los Angeles         | 74      | 4    | 7     | 5      | 16    | 8       |
| 1936 Berlim              | 225     | 4    | 7     | 3      | 14    | 10      |
| 1948 Londres (país-sede) | 375     | 3    | 14    | 6      | 23    | 12      |
| 1952 Helsinque           | 293     | 1    | 2     | 8      | 11    | 18      |
| 1956 Melbourne/Estocolmo | 200     | 6    | 7     | 11     | 24    | 8       |
| 1960 Roma                | 252     | 2    | 6     | 12     | 20    | 12      |
| 1964 Tóquio              | 199     | 4    | 12    | 2      | 18    | 10      |
| 1968 Cidade do México    | 237     | 5    | 5     | 3      | 13    | 10      |
| 1972 Munique             | 310     | 4    | 5     | 9      | 18    | 12      |
| 1976 Montreal            | 234     | 3    | 5     | 5      | 13    | 13      |
| 1980 Moscou              | 222     | 5    | 7     | 9      | 21    | 9       |
| 1984 Los Angeles         | 355     | 5    | 11    | 21     | 37    | 11      |
| 1988 Seul                | 382     | 5    | 10    | 9      | 24    | 12      |
| 1992 Barcelona           | 389     | 5    | 3     | 12     | 20    | 13      |
| 1996 Atlanta             | 303     | 1    | 8     | 6      | 15    | 36      |
| 2000 Sydney              | 320     | 11   | 10    | 7      | 28    | 10      |
| 2004 Atenas              | 270     | 9    | 9     | 12     | 30    | 10      |
| 2008 Pequim              | 313     | 19   | 13    | 17     | 49    | 4       |
| 2012 Londres (país-sede) | 542     | 29   | 17    | 19     | 65    | 3       |
| 2016 Rio de Janeiro      | 366     | 27   | 23    | 17     | 67    | 2       |
| 2020 Tóquio              |         |      |       |        |       | -       |
| 2024 Paris               |         |      |       |        |       | -       |
| 2028 Los Angeles         |         |      |       |        |       | -       |
| Total                    | 6781    | 263  | 295   | 291    | 849   | 2       |

## Resultados dos Jogos de Inverno
| Jogos                       | Atletas | Ouro | Prata | Bronze | Total | Posição |
| 1924 Chamonix               | 45      | 1    | 1     | 2      | 4     | 6       |
| 1928 St. Moritz             | 33      | 0    | 0     | 1      | 1     | 8       |
| 1932 Lake Placid            | 4       | 0    | 0     | 0      | 0     | -       |
| 1936 Garmisch-Partenkirchen | 39      | 1    | 1     | 1      | 3     | 7       |
| 1948 St. Moritz             | 62      | 0    | 0     | 2      | 2     | 13      |
| 1952 Oslo                   | 20      | 1    | 0     | 0      | 1     | 8       |
| 1956 Cortina d'Ampezzo      | 45      | 0    | 0     | 0      | 0     | -       |
| 1960 Squaw Valley           | 17      | 0    | 0     | 0      | 0     | -       |
| 1964 Innsbruck              | 49      | 1    | 0     | 0      | 1     | 11      |
| 1968 Grenoble               | 46      | 0    | 0     | 0      | 0     | -       |
| 1972 Sapporo                | 40      | 0    | 0     | 0      | 0     | -       |
| 1976 Innsbruck              | 50      | 1    | 0     | 0      | 1     | 12      |
| 1980 Lake Placid            | 50      | 1    | 0     | 0      | 1     | 11      |
| 1984 Sarajevo               | 54      | 1    | 0     | 0      | 1     | 11      |
| 1988 Calgary                | 57      | 0    | 0     | 0      | 0     | -       |
| 1992 Albertville            | 54      | 0    | 0     | 0      | 0     | -       |
| 1994 Lillehammer            | 35      | 0    | 0     | 2      | 2     | 21      |
| 1998 Nagano                 | 33      | 0    | 0     | 1      | 1     | 22      |
| 2002 Salt Lake City         | 51      | 1    | 0     | 1      | 2     | 18      |
| 2006 Turim                  | 40      | 0    | 1     | 0      | 1     | 21      |
| 2010 Vancouver              | 50      | 1    | 0     | 0      | 1     | 19      |
| 2014 Sóchi                  | 56      | 1    | 1     | 2      | 4     | 19      |
| 2018 Pyeongchang            | 58      | 1    | 0     | 4      | 5     | 19      |
| 2022 Pequim                 |         |      |       |        |       | -       |
| Total                       | 874     | 11   | 4     | 16     | 31    | 19      |

## Medalhas por modalidade

### Medalhas por Esportes de Verão
| Esporte            | Ouro | Prata | Bronze | Total |
| Atletismo          | 55   | 83    | 73     | 211   |
| Ciclismo           | 38   | 34    | 27     | 99    |
| Remo               | 31   | 25    | 14     | 70    |
| Vela               | 31   | 21    | 12     | 64    |
| Natação            | 20   | 29    | 30     | 79    |
| Boxe               | 20   | 15    | 27     | 62    |
| Tênis              | 17   | 14    | 12     | 43    |
| Tiro               | 13   | 15    | 19     | 47    |
| Hipismo            | 13   | 12    | 15     | 40    |
| Canoagem           | 5    | 8     | 6      | 19    |
| Hóquei sobre grama | 4    | 2     | 7      | 13    |
| Pentatlo moderno   | 4    | 2     | 3      | 9     |
| Polo aquático      | 4    | 0     | 0      | 4     |
| Ginástica          | 3    | 4     | 11     | 18    |
| Lutas              | 3    | 4     | 10     | 17    |
| Triatlo            | 3    | 3     | 2      | 8     |
| Futebol            | 3    | 0     | 0      | 3     |
| Saltos ornamentais | 2    | 3     | 8      | 13    |
| Taekwondo          | 2    | 3     | 4      | 9     |
| Polo               | 2    | 3     | 1      | 6     |
| Tiro com arco      | 2    | 2     | 5      | 9     |
| Raquetes           | 2    | 2     | 3      | 7     |
| Cabo de guerra     | 2    | 2     | 1      | 5     |
| Motonáutica        | 2    | 0     | 0      | 2     |
| Esgrima            | 1    | 8     | 0      | 9     |
| Halterofilismo     | 1    | 4     | 3      | 8     |
| Golfe              | 1    | 1     | 1      | 3     |
| Críquete           | 1    | 0     | 0      | 1     |
| Judô               | 0    | 8     | 12     | 20    |
| Rúgbi              | 0    | 3     | 0      | 3     |
| Maratona aquática  | 0    | 2     | 1      | 3     |
| Badminton          | 0    | 1     | 2      | 3     |
| Jeu de paume       | 0    | 1     | 1      | 2     |
| Lacrosse           | 0    | 1     | 0      | 1     |
| Skate              | 0    | 0     | 2      | 2     |
| Total              | 284  | 314   | 311    | 909   |

### Medalhas por Esportes de Inverno
| Esporte                                | Ouro | Prata | Bronze | Total |
| Patinação artística                    | 5    | 3     | 7      | 15    |
| Skeleton                               | 3    | 1     | 5      | 9     |
| Curling                                | 2    | 1     | 1      | 4     |
| Hóquei no gelo                         | 1    | 0     | 1      | 2     |
| Bobsleigh                              | 1    | 1     | 2      | 4     |
| Snowboard                              | 0    | 0     | 2      | 2     |
| Esqui estilo livre                     | 0    | 0     | 1      | 1     |
| Patinação de velocidade em pista curta | 0    | 0     | 1      | 1     |
| Total                                  | 12   | 6     | 21     | 39    |

## O caso das equipes de Futebol
Desde 1972 a Grã-Bretanha não participa do torneio olímpico de futebol, já que a Inglaterra, Irlanda do Norte, Escócia e País de Gales disputam a olimpíada defendendo uma única bandeira, e o futebol na Grã-Bretanha não tem um órgão regulador único (esses países disputam torneios da FIFA separadamente). Apenas a English Football Association (FA) é afiliada à British Olympic Association (BOA), e a FA inscreveu times da "Grã-Bretanha" nos torneios de futebol até 1972. Em 1974, a FA aboliu a distinção entre "amador" e "profissional", e parou de entrar nas Olimpíadas. Embora a FIFA tenha permitido profissionais nas Olimpíadas desde 1984, a FA não voltou a entrar, já que as nações nacionais temiam que uma equipe olímpica britânica unida abrisse um precedente que poderia levar a FIFA a questionar seu status separado em outras competições da FIFA e no o International Football Association Board.

Ryan Giggs, um dos cinco não-ingleses do elenco olímpico do time masculino de 2012.

Quando Londres foi escolhida para sediar os Jogos de 2012, houve pressão sobre a federação inglesa para exercer o direito automático da nação anfitriã de colocar uma equipe em campo. Em 2009, o plano acordado pela FA com a FA galesa, a FA escocesa e a FA irlandesa era apenas colocar jogadores ingleses.; no entanto, a British Olympic Association rejeitou isso, e, em última análise, havia jogadores galeses no time masculino e escoceses no time feminino
Na estreia das seleções britânicas masculina e feminina de futebol nos Jogos Olímpicos de 2012, atletas não-ingleses recusaram-se a cantar o God Save the Queen (Deus salve a Rainha, em inglês), o hino nacional britânico. Na equipe feminina, Kim Little e Ifeoma Dieke, ambas escocesas, foram as que não cantaram e, na equipe masculina, quem não cantou foram os galeses Ryan Giggs e Craig Bellamy. A atitude dos atletas foi muito criticada por torcedores do Reino Unido.
Após os jogos de 2012, a FA decidiu que nenhuma equipe seria inscrita nos torneios masculinos subsequentes, mas estava aberta para colocar uma equipe feminina novamente.
Para o torneio de 2020, a FIFA declarou que a seleção feminina do Reino Unido (não aplicável à seleção masculina do Reino Unido) pode entrar nas Olimpíadas depois que as quatro federações concordarem, dependendo do desempenho da seleção feminina inglesa na Copa do Mundo Feminina da FIFA 2019 (que serve como qualificação europeia para as Olimpíadas).

### Notes
1. ↑  «Team GB». British Olympic Association. Consultado em 11 de junho de 2009
2. ↑  «Full text of the constitution» (PDF). Department of the Taoiseach. Consultado em 17 de fevereiro de 2010
3. ↑  «Archived copy». Consultado em 12 de agosto de 2008. Arquivado do original em 9 de agosto de 2008
4. ↑  http://www.newsletter.co.uk/sport/YOUR-VIEWS-Olympic-football-threat.4327759
5. ↑  «Brown pays tribute to GB success». BBC News. 24 de agosto de 2008. Consultado em 2 de maio de 2010
6. ↑  «Nations pave way for 2012 GB team». BBC Sport. 29 de maio de 2009. Consultado em 29 de maio de 2009. Arquivado do original em 31 de maio de 2009
7. ↑  «London 2012 Olympics: Gareth Bale and non-English players have 'legal right' to play for Team GB». Daily Telegraph. 24 de março de 2011. Consultado em 28 de abril de 2011. Arquivado do original em 28 de fevereiro de 2014
8. ↑  Idessane, Kheredine (29 de junho de 2012). «London 2012: No Scotland or N Ireland in Olympic football squad». BBC Sport. Consultado em 26 de agosto de 2020
9. ↑  Recusa em cantar hino vira polêmica no Reino Unido
10. ↑  Kelso, Paul (14 de agosto de 2012). «British Olympic Association chief executive Andy Hunt criticises Football Association for lack of support». London: Daily Telegraph. Consultado em 15 de agosto de 2012. Arquivado do original em 15 de agosto de 2012